# 戈恩达尔
戈恩达尔（Gondal），是印度古吉拉特邦Rajkot县的一个城镇。总人口95991（2001年）。

## 人口
该地2001年总人口95991人，其中男性50349人，女性45642人；0—6岁人口10270人，其中男5792人，女4478人；识字率73.39%，其中男性为77.82%，女性为68.49%。